# Retrat del pare de l'artista
Retrat del pare de l'artista és una aquarel·la sobre paper realitzada per Pablo Picasso el 1896 i que actualment forma part de la col·lecció permanent del Museu Picasso de Barcelona.

## Descripció
José Ruiz Blasco (1838-1913) professor de l'Escola de Belles Arts i pintor, és un dels models preferits del jove Picasso fins a l0any 1899. En aquests períodes de formació, la relació entre pare i fill és molt estreta. El pare impulsa la seva vocació artística i tutela les passes del procés d'aprenentatge.
De fet, la personalitat del pare li deixa a Picasso una forta empremta. L'any 1943 confessa a Brassaï: 
| «               | Cada vegada que dibuixo un home, penso, sense voler, en el meu pare (...) Per a mi, l'home és don José i serà així tota la meva vida | » |
| — Pablo Picasso | |   |

Quan pinta aquest retrat, Picasso té quinze anys. Com observa John Richardson, «Els retrats que Pablo va fer de don José són alguna cosa més que rutinaris estudis d'un model. Comuniquen sentiments contradictoris com l'amor filial, l'orgull, la llàstima i la barreja de culpabilitat i redempció que qualsevol alumne adolescent sensible sent per l'estimat i vell professor a qui supera»
El Museu Picasso conserva nombrosos retrats del pare de l'artista: dibuixos primerencs de la Corunya de 1894-95; dibuixos fets a Màlaga o a Barcelona de 1895; de Barcelona entre 1895 i 96; retrats fets a Barcelona de 1896 i 97 i dibuixos de 1898 i 1899, a més de diversos croquis i apunts.

## Curiosistats
El pare també serviria de model per a la figura del metge de l'obra Ciència i caritat.